# Can’t Stand Me Now
«Can’t Stand Me Now» (с англ. — «Сейчас ты не выносишь меня») — песня, исполненная британской музыкальной группой The Libertines и выпущенная, как ведущий сингл со второго студийного альбома The Libertines. Она была написана Питом Доэрти в соавторстве с Карлом Баратом и спродюсирована Миком Джонсом. В UK Singles Chart сингл достиг второй позиции и имел широкую ротацию, сделав её наиболее популярной у коллектива. Композиция широко использовалась в массовой культуре и на телевидении. Она прозвучала в телесериалах: Доктор Кто, Торчвуд, в компьютерной игре Rugby 2005. В 2004 году музыкальный журнал New Musical Express назвал сингл лучшим за год и поставил на 13 место в списке величайших инди-рок песен, а также включил композицию в список «150 лучших композиций за последние 15 лет».

## Список композиций

### CD 1
1. «Can’t Stand Me Now»
2. «Cyclops»
3. «Dilly Boys»

### CD 2
1. «Can’t Stand Me Now»
2. «Never Never»
3. «All At Sea» (Available on US version)

### Виниловая пластинка
1. «Can’t Stand Me Now»
2. «(I’ve Got) Sweets»

## Позиции в чартах
| Чарт(2004)                      | Наивысшая позиция |
| ------------------------------- | ----------------- |
| Ирландия (IRMA)                 | 28                |
| Великобритания (OCC UK Singles) | 2                 |